# مخطط المخاض

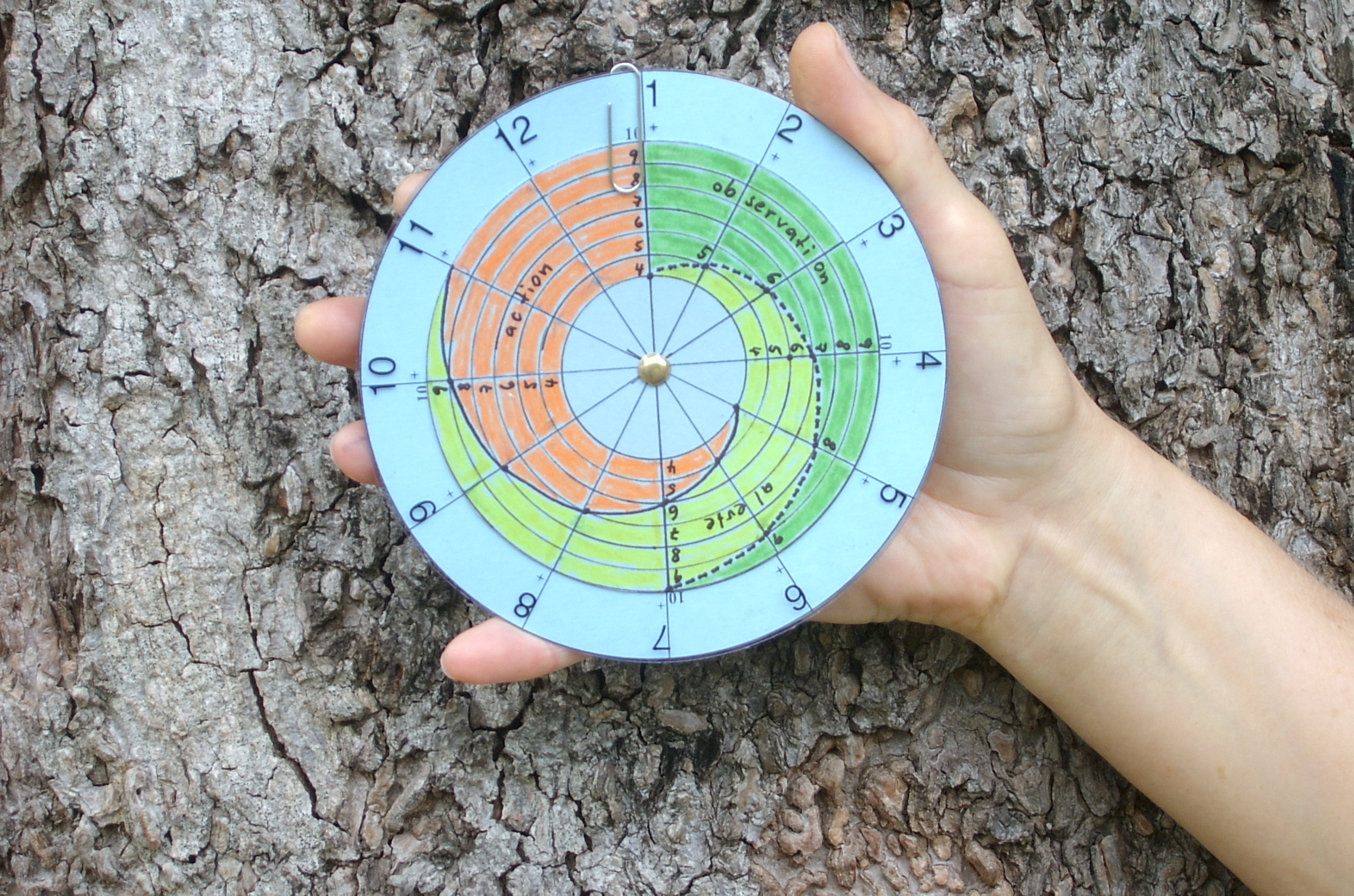
مخطط المخاض

مخطط المخاض أو رسم المخاض (بالإنجليزية: Partogram)‏ هو رسم بياني يتكون من البيانات الرئيسية (للأم والجنين) أثناء المخاض في مزامنتها لوقت معين، ويتكون مخطط المخاط من ورقة واحدة. قد تشمل القياسات ذات الصلة إحصاءات مثل تمدد عنق الرحم، ومعدل ضربات قلب الجنين، ومدة المخاض والعلامات الحيوية.
يهدف مخطط المخاض إلى توفير سجل دقيق حول درجة تقدم أو سرعة المخاض، بحيث يمكن الكشف عن أي تأخير أو انحراف عن المعتاد والتعامل السريع معه. ومع ذلك، جاء مراجعة كوكرين إلى استنتاج مفاده أنه ليس هناك أدلة كافية توصي باستخدام مخطط المخاض في إدارة المخاض القياسي والرعاية المصاحبة له